# Cratere di Nadir
Scoperto nel 2022, il cratere di Nadir, del diametro di 9,2 km, è ubicato sul fondo dell’Oceano Atlantico nord – occidentale (latitudine 09.23N; longitudine 17.04W), sulla piattaforma continentale africana, al largo delle coste dello stato africano della Guinea, a circa 900 m. di profondità. Dalle analisi dei sedimenti, risulta coevo del cratere di Chicxulub che, nello Yucatan, portò alla quinta ed ultima estinzione di massa del Cretacico, circa 65 – 66 milioni d’anni fa, essendo stato studiato ad altissima precisione grazie all'analisi dei dati sismici, tanto da consentire agli scienziati di ricostruire, minuto per minuto, il catastrofico evento che portò a tsunami con onde alte più di 800 metri. . L’oggetto impattante aveva pressappoco un diametro pari a 450 – 550 m. e colpì il fondo dell’Atlantico con un angolo di 20 - 40 gradi, arrivando a una velocità di circa 72.000 chilometri orari. L'impatto avrebbe provocato un terremoto in grado di liquefare i sedimenti sotto il fondale marino lungo tutto quello che, al tempo, era un altopiano sottomarino, causando la formazione di faglie. e grandi frane mentre il margine dell'altopiano collassava sotto l'oceano. Miliardi di tonnellate di rocce polverizzate, miste a vapore acqueo ed a zolfo, oscurarono il cielo per almeno due anni, facendo precipitare la temperatura del pianeta in un lungo inverno funestato da frequenti piogge di acido solforico, una condizione che condusse all’estinzione del 75 – 80% delle specie allora viventi sul pianeta . Verosimilmente, la meccanica della collisione è stata ipotizzata come innescata dalla rottura di un asteroide di grandi dimensioni, almeno del diametro di 20 km, presso il Limite di Roche, che ammonta a 2.5 volte il raggio del pianeta (circa 15.560 km dalla superficie terrestre). La frammentazione venne innescata per effetto delle forze di marea. Non è noto se i frammenti abbiano colpito il suolo contemporaneamente o successivamente, ma almeno tre frammenti di cospicue dimensioni hanno originato il Cratere di Nadir, di 9 km di diametro, Il Cratere di Chicxulub, di 180 km di diametro ed il Cratere di Shiva, di 600 km di diametro.